# Kunino
Kunino (bulgariska: Кунино) är ett distrikt i Bulgarien.   Det ligger i kommunen Obsjtina Roman och regionen Vratsa, i den nordvästra delen av landet, 80 km nordost om huvudstaden Sofia.
I omgivningarna runt Kunino växer i huvudsak lövfällande lövskog. Runt Kunino är det ganska glesbefolkat, med 39 invånare per kvadratkilometer.